# Armator żeglugi śródlądowej
Armator żeglugi śródlądowej według ustawy o żegludze śródlądowej armatorem jest właściciel statku lub osoba, która uzyskała od właściciela tytuł prawny do władania statkiem we własnym imieniu. Definicja ta nazywa armatorem nie tylko właściciela statku, ale także te osoby, które mają prawo do władania statkiem płynące z innych praw, np. umów dzierżawy, użyczenia.
Armator w związku ze swoją znaczącą rolą w działalności posiada szereg obowiązków. Należą do nich obowiązek złożenia wniosku o wpis statku do rejestru administracyjnego polskich statków żeglugi śródlądowej, którego powinien dokonać niezwłocznie, po wybudowaniu lub nabyciu statku w kraju, albo po przybyciu statku do kraju, w razie nabycia go za granicą. Do jego obowiązków należy także zgłaszanie każdej zmiany danych służących do rejestracji, a także składanie wniosku o wykreślenie jednostki z rejestru. Kolejnym obowiązkiem armatora jest wnioskowanie do polskiej instytucji klasyfikacyjnej o wydanie dla jego statku świadectwa pomiarowego. Armator w związku z tym jest zobowiązany m.in. do przedłożenia niezbędnej dokumentacji statku; wnioskuje on także do dyrektora urzędu żeglugi śródlądowej o wydanie lub dokonania zmian w świadectwie zdolności żeglugowej. Armator odpowiada za szkody wynikłe z winy załogi statku żeglugi śródlądowej lub pilota żeglugi śródlądowej w stosunku do osób trzecich. Może on także uczestniczyć w prowadzonym przez dyrektora urzędu żeglugi śródlądowej postępowaniu w sprawie wypadku żeglugowego. Z powyższego wynika, że pojęcie armator wiąże się z pojęciem przewoźnik żeglugi śródlądowej, jednak pomimo pewnych podobieństw istnieją między nimi zasadnicze różnice.